# The King: Eternal Monarch
The King: Eternal Monarch (Hangul: 더 킹: 영원의 군주; RR: Deo King: Yeongwonui Gunju) és una sèrie de televisió sud-coreana de fantasia romàntica del 2020 protagonitzada per Lee Min-ho, Kim Go-eun, Woo Do-hwan, Kim Kyung-nam, Jung Eun-chae i Lee Jung-jin. Escrita per Kim Eun-sook i produïda per Hwa&Dam Pictures i la seva empresa matriu Studio Dragon, la sèrie es va estrenar a SBS TV i Netflix per al públic mundial el 17 d'abril de 2020.
Ambientada en dos mons paral·lels, la sèrie segueix l'emperador Lee Gon del Regne de Corea, que descobreix l'accés a una realitat alternativa després de creuar una porta mítica oberta pel seu germanastre, Lee Lim, on la República de Corea existeix en lloc del Regne i es proposa posar fi a les atrocitats de Lee Lim i recuperar l'altra meitat de Manpasikjeok utilitzada com a portal entre dos mons.
Aclamada com una de les sèries més esperades de la primera meitat del 2020 a causa del seu repartiment, guionista, àmplia publicitat i pressupost de producció, la sèrie va establir un rècord d'audiència més alt de la SBS durant les estrenes de drames de divendres a dissabte del 2020. També va mantenir el número 1 a la llista setmanal de drames de Wavve durant vuit setmanes consecutives, i va ser catalogada com la sèrie dramàtica coreana més popular a Netflix a l'Índia, Malàisia, Filipines i Singapur i una de les dues primeres als Estats Units La sèrie va rebre crítiques mixtes i índexs d'audiència televisiva nacional inferiors a l'esperat en episodis posteriors, i els mitjans de comunicació ho van atribuir a la competència de les plataformes de streaming i a les crítiques al seu guió, producció i diverses controvèrsies.